# مری پاپینز (شخصیت)
مری پاپینز یک شخصیت خیالی و قهرمان اصلی کتابهای مری پاپینز اثر پی ال تراورز و همه اقتباس‌های آنها است. او یک پرستار بچه و جادوگر انگلیسی است، که در باد شرقی دمیده و وارد خانه بنکس در شماره 17 چری تری لین، لندن می‌شود، که در آنجا به او وظیفه کودکان نگهداری بنکس داده می‌شود و با لمس جادویی به آنها درسهای ارزشمند می‌آموزد. تراورز لهجه و گفتار یک پرستار بچه واقعی لندن را به پاپینز می‌بخشد: یادداشت‌های پایه کوکنی که با نجابت خفه شده پوشانده شده‌اند.
جولی اندروز که در فیلم اقتباسی ۱۹۶۴ این شخصیت را بازی کرده بود، برنده جایزه اسکار بهترین بازیگر زن شد. مجله فیلم بریتانیا امپایر شامل پاپینز (با بازیگری اندروز) در لیست ۲۰۱۱ خود در فهرست ۱۰۰ شخصیت برتر فیلمها قرار گرفت. با تمجید از عملکردش درنقش پاپینز در دنباله سال ۲۰۱۸، امیلی بلانت نامزد دریافت جایزه گلدن گلوب بهترین بازیگر نقش زن - فیلم موزیکال یا کمدی شد.

## نقش آفرینان
- جولی اندروز، در فیلم دیزنی و در تمام کالاها.
- ماری ویکس، در اپیزودی از مجموعه تلویزیونی استودیوی یک در سال ۱۹۴۹.
- ناتالیا آندریچنکو (بازیگری) و تاتیانا ورونینا (آواز خواندن)، در فیلم اتحاد جماهیر شوروی در سال ۱۹۸۳.
- جولیت استیونسون، در اقتباس از این رمان در رادیو بی‌بی‌سی.
- لورا میشل کلی، در تولیدات اصلی تئاتر موزیکال وست اند و برادوی.
- اشلی براون، در محصولات اصلی برادوی و تورهای اصلی ایالات متحده از تئاتر موزیکال.
- اسکارلت استرالن، در تولیدات لندن و تئاتر موزیکال برادوی.
- بیانکا ماروکوئین، در تولید مکزیک از تئاتر موزیکال.
- لیزا اوهار، در تور تورهای لندن و انگلیس از تئاتر موزیکال.
- کارولین شین، در تور اصلی انگلیس و تولیدات تور آمریکا از تئاتر موزیکال.
- لیندا اولسون، در تولید سوئدی تئاتر موزیکال.
- ان هتوی، (در ادای احترام به جولی اندروز)، در یک طرح تقلید کوتاه در فصل ۳۴، قسمت ۴ از پخش زنده شنبه شب در سال ۲۰۰۸.
- راشل والاس، در تولید تور آمریکا از تئاتر موزیکال.
- ویکتوریا سامر (به عنوان جولی اندروز)، در نجات آقای بنکس.
- کریستن بل در یک فیلم تقلیدی مسخره لذت یا مرگ سال ۲۰۱۳ با عنوان ترک ماری پاپینز.
- زی زی استارلن، در تولید تور موسیقی در انگلستان از تئاتر موزیکال.
- امیلی بلانت، در بازگشت مری پاپینز.